# Магомет и Карл Великий
«Магомет и Карл Великий» (фр. Mahomet et Charlemagne) — исследование бельгийского историка Анри Пиренна (1862—1935), изданное посмертно в 1937 году и знаменитое благодаря сформулированному в нём «тезису Пиренна», согласно которому культурное и экономическое единство античного Средиземноморья было разрушено не в результате Великого переселения народов, а под влиянием арабской экспансии VII — начала VIII веков. Активное обсуждение «тезиса Пиренна» велось во второй половине XX века. Книга состоит из двух частей. В первой, озаглавленной «Западная Европа до вторжения арабов-магометан» рассматривается влияние на средиземноморскую цивилизацию вторжений германцев. Вторая часть, «Арабский халифат и государство Каролингов», обосновывает вывод о том, что разрушительных характер варварских нашествий не привёл к изменению во внутреннем содержании общества на территории бывшей Римской империи. Напротив, причиной разрыва с античной традицией стало быстрое и неожиданное распространение ислама в результате вторжений арабов.
Падение Римской империи и роль в нём германских племён давно интересовала Пиренна. Впервые свой «тезис» он сформулировал не позднее 1916 года, и активно отстаивал начиная с 1922 года. В своей вышедшей в 1925 году книге «Города Средневековья» («Les villes du Moyen Âge, essai d’histoire économique et sociale»), он пришёл к выводу, что экономическое единство античного мира уничтожили не германцы в IV—V веках, а арабы несколькими столетиями позднее. Изучая проблему перехода от Античности к Средневековью на основе данных о средиземноморской торговле, Пиренн указал на исчезновение сирийских торговцев в Западной Европе начиная с эпохи Каролингов («La fin du commerce des Syriens en Occident», 1933—1934). В то же время он отмечал сохранение латинского языка в документообороте и литературе государства Меровингов. Развивая данные идеи, в конце 1934 года он приступил к работе над своей новой книгой. Название «Mahomet et Charlemagne» рукопись получила 14 января 1935 года. Страдая от болезни сердца, Пиренн продолжал работу над книгой до лета, надеясь успеть завершить её первую редакцию. Переписываясь с Пиренном, в данном начинании его поддерживал французский историк Марк Блок. Со второй половины августа Пиренн был прикован к постели. 24 октября 1935 Анри Пиренн умер. Книга вышла посмертно в 1937 году.

## Издания
- Pirenne A. Mohammed and Charlemagne / tr. B. Miall[англ.]. — New York: W. W. Norton, 1939.
- Пирен А. Империя Карла Великого и арабский халифат. Конец античного мира / Пер. с англ. канд. ист. наук С.К. Меркулова. — М.: Центрполиграф, 2011. — 351 с. — ISBN 978-5-9524-4969-5.